# Craterocephalus capreoli
Craterocephalus capreoli és una espècie de peix pertanyent a la família dels aterínids.

## Descripció
- Pot arribar a fer 8,5 cm de llargària màxima.
- 5-7 espines i 6-8 radis tous a l'aleta dorsal i 1 espina i 7-10 radis tous a l'anal.
- Anus molt a prop de l'origen de l'aleta.
- Branquiespines curtes i amb espínules.[6][7]

## Hàbitat
És un peix d'aigua marina i salabrosa, demersal i de clima tropical, el qual pot tolerar salinitats molt altes. Comparteix el seu hàbitat amb Craterocephalus pauciradiatus, Craterocephalus mugiloides i Atherinomorus endrachtensis.

## Distribució geogràfica
Es troba a Austràlia: des de les illes Abrolhos (Austràlia Occidental) fins al golf de Carpentària (el Territori del Nord).

## Observacions
És inofensiu per als humans.